# All I Want Is You (álbum)
All I Want Is You é o álbum de estreia do cantor norte-americano Miguel, lançado em 30 de novembro de 2010 pela editora discográfica Jive Records.

## Antecedentes
Em 2007, Miguel assinou contrato com a editora discográfica Jive Records. Ele posteriormente gravou All I Want Is You, mas por questões jurídicas sua ex-gravadora impediu que o álbum fosse lançado por dois anos. Miguel continuou trabalhando com vários artistas desconhecidos e escreveu para artistas mainstream.
O álbum foi gravado em diferentes sessões e em vários estúdios, dentre eles estão o Black Mango Studios em Van Nuys, Califórnia, Germano Studios na cidade de Nova Iorque, Glenwood Studios and Instrument Zoo em Miami, Florida, Studio 609 na Philadelphia, Pennsylvania, e The Gym em Los Angeles, Califórnia.

## Lista de faixas
| N.º | Título                              | Compositor(es)                                                           | Produtor(es)       | Duração |  |
| 1.  | "Sure Thing"                        | Miguel Pimentel, Nathan Perez                                            | Happy Perez        | 3:14    |  |
| 2.  | "All I Want Is You"                 | Salaam Remi, Miguel Pimentel, Jermaine Cole                              | Salaam Remi        | 4:55    |  |
| 3.  | "Girl with the Tattoo (Enter.Lewd)" | Miguel Pimentel                                                          |                    | 1:42    |  |
| 4.  | "Pay Me"                            | Miguel Pimentel, Mac Robinson, Brian Warfield                            | Fisticuffs         | 2:57    |  |
| 5.  | "Quickie"                           | Miguel Pimentel, Mac Robinson, Brian Warfield                            | Fisticuffs         | 3:46    |  |
| 6.  | "Girls Like You"                    | Miguel Pimentel, Mac Robinson, Brian Warfield                            | Fisticuffs         | 3:23    |  |
| 7.  | "Overload (Enter.Lewd)"             | Miguel Pimentel                                                          |                    | 0:31    |  |
| 8.  | "Hard Way"                          | Salaam Remi, Miguel Pimentel                                             | Salaam Remi        | 3:49    |  |
| 9.  | "Teach Me"                          | Miguel Pimentel, Darnley Scantlebury                                     | State Of Emergency | 5:22    |  |
| 10. | "Hero"                              | Miguel Pimentel, Andre Harris, Vidal Davis                               | Dre & Vidal        | 3:47    |  |
| 11. | "Vixen"                             | Miguel Pimentel, Mac Robinson, Brian Warfield                            | Fisticuffs         | 3:01    |  |
| 12. | "To the Moon"                       | Miguel Pimentel, Harry Zelnick, Alex Chiegger, Andre Harris, Vidal Davis | Dre & Vidal        | 3:23    |  |
| 13. | "My Piece"                          | Miguel Pimentel, Nathan Perez                                            | Happy Perez        | 2:55    |  |

| Bonus track |                                   |              |         |  |
| N.º         | Título                            | Produtor(es) | Duração |  |
| 14.         | "I'll Still Try" (pre-order Only) | Fisticuffs   | 3:22    |  |

## Desempenho nas tabelas musicais
| Tabela musical (2011)                   | Melhor posição |
| --------------------------------------- | -------------- |
| Estados Unidos (Billboard 200)          | 37             |
| Estados Unidos (Top R&B/Hip-Hop Albums) | 9              |